# Away from Her
Away from Her är en kanadensisk dramafilm från 2006 i regi av Sarah Polley och med Julie Christie och Gordon Pinsent i huvudrollerna. Filmen är baserad på novellen The Bear Came over the Mountain skriven av den Nobelprisvinnande författaren Alice Munro.
Handlingen kretsar kring ett äldre gift par och vad som sker med deras relation när den ena av dem drabbas av Alzheimers sjukdom och måste flytta in på ett vårdhem.
Filmen, som var Polleys regidebut, nominerades till två priser vid Oscarsgalan 2008; Julie Christie nominerades i kategorin Bästa kvinnliga huvudroll och Sarah Polley nominerades för Bästa manus efter förlaga.

## Rollista
- Julie Christie – Fiona Anderson
- Gordon Pinsent – Grant Anderson
- Michael Murphy – Aubrey
- Nina Dobrev – Monica
- Olympia Dukakis – Marian
- Kristen Thomson – Kristy
- Wendy Crewson – Madeleine Montpellier
- Stacey LaBerge – Young Fiona
- Deanna Dezmari – Veronica
- Clare Coulter – Phoebe Hart
- Thomas Hauff – William Hart
- Alberta Watson – Dr. Fischer
- Grace Lynn Kung – Nurse Betty
- Lili Francks – Theresa